# Sylling
Sylling este o localitate din comuna Lier, provincia Buskerud, Norvegia, cu o suprafață de 0,49 km² și o populație de 614 locuitori (2013).